# Íntegro Grupo de Arte
Íntegro Grupo de Arte, o Íntegro, es un grupo de artes escénicas en Perú que combina las artes visuales, el performance, el teatro, el video, la música y la danza. Fue fundado en 1985 por Oscar Naters y Ana Zavala. Sus obras abordan y reflexionan temas relacionadas a la cultura peruana: su legado artístico, su historia y ancestralidad. En octubre de 2011 recibieron el reconocimiento Personalidad Meritoria de la Cultura por parte del Ministerio de Cultura. Sus obras se han presentado en 15 países y 400 ciudades.

## Obras destacadas
Su primera obra fue Eslabones (1985), en donde una bailarina interactúa con un televisor en donde un narrador presenta noticias.
Y si después de tantas palabras fue presentada por primera vez en 1989 en la Alianza Francesa de Miraflores en Lima. Es una aproximación coreográfica a los Poemas humanos de César Vallejo que busca acercarse de una manera no verbal a su discurso; el título de la obra es el título del poema homónimo en el poemario. La obra luego se presentó en el Festival Internacional Cervantino en Guanajuato, México.
Otras obras destacadas son:
- 2018. El jardín de oro, en coproducción y estrenado en el Gran Teatro Nacional en Lima. La obra describe parte de las crónicas del Inca Garcilaso de la Vega sobre el templo Coricancha en Cusco, «fantástico jardín que lucía esculturas de oro a escala natural de figuras humanas, animales y plantas».[7]
- 2024. ÍNTEGRO 1984-2024: Tensar el presente/Hilar el futuro, Proyecto beneficiario del Programa Iberescena a la Coproducción de espectáculos 2023 y en coproducción con el Británico Cultural, se estrenó en el Teatro Británico en Lima.[8]
- 2025. En mayo de 2025, Íntegro Grupo de Arte realizó una adaptación libre de una de las publicaciones más recientes e importantes de Mario Bellatin: La Matanza: últimos principitos,[9] para crear una PSI: Performance Sensorial Inmersiva.

## Reconocimientos
El grupo interdisciplinario ha recibido los siguientes reconocimientos:
- Premio Iberoamericano de Coreografía (Barcelona, España).
- Premio Nacional de Coreografía (Lima, Perú).
- Premio Espacio a la mejor obra del año (Manizales, Colombia).